# Night Logic
Night Logic ist ein Album von Marshall Allen / Matthew Shipp und Joe Morris. Die am 26. Juli 2009 im Kulturzentrum Roulette, New York City, entstandenen Aufnahmen erschienen am 27. September 2010 auf RogueArt.

## Hintergrund
Der Saxophonist Marshall Allen, der bereits 1957 zum Sun Ra Arkestra kam, sei außerhalb des Arkestra nur selten aufgetreten, wobei das Album All Star Game (Eremite, 2000) mit Kidd Jordan, sein Quartett mit Tyrone Hill und das Quartett mit Mark Whitecage (Mark'n'Marshall, 1999) nach Ansicht von John Sharpe besonders hervorzuheben seien. Shipp, einer der markantesten Stilisten des Jazzpiano, habe sich in den letzten Jahren auf akustisches Piano in Solo- und Triobesetzungen konzentriert, wobei er oft mit dem Bass von Joe Morris zu hören war.

## Titelliste
- Marshall Allen / Matthew Shipp / Joe Morris: Night Logic (RogueArt ROG-0028)[2]

1. Ark of Harmonic Covenant	5:41
2. Bow in the Cloud	8:05
3. Night Logic	8:04
4. Heart Aura	4:11
5. Star Dust Splatter	9:41
6. Cosmic Hammer	6:27
7. Particle Physics	7:53
8. Harmonic Quanta	8:11
9. New Age for the Milk Sea Nightmare	9:45
10. Res X	2:07

## Rezeption
Ungewöhnliche Kombinationen lieferten manchmal die erfreulichsten Ergebnisse, meinte John Sharpe zu Night Logic in All About Jazz. Die Zusammenarbeit des Sun Ra Arkestra-Stammspieler Marshall Allen mit dem Pianisten Matthew Shipp und dessen langjährigen Partner Joe Morris am Bass würde erstaunliche Resultate ergeben. Allens Ausdruck unterscheide sich hier nur geringfügig von seiner Arbeit mit dem Arkestra, da er expansiver sei und zwischen hauchender Verletzlichkeit und den erwarteten schrillen Falsett-Ausrufen auf dem Altsaxophon wechsle. Abwechslung herrsche vor, garantiert durch einen zweiten Satz reiner, luftiger Flöten und den maßvollen Einsatz des Blaswandlers. Ob aus Respekt vor dem erfahrenen Saxophonisten oder nicht, Shipp verzichte auf vertraute Muster und seine charakteristischen donner- und blitzgehämmerten Passagen zugunsten eines forschenden Engagements.
Night Logic würde eher einem gemütlichen Liederaustausch am Lagerfeuer eines gleichberechtigten Trios  gleichen als einem Showdown zwischen den Generationen oder einem Fackelwechsel, urteilte Ken Waxman (JazzWord), und biete dennoch zehn beeindruckende Echtzeit-Improvisationen zwischen einem Vertreter der modernen Musik von heute und einem Musiker, der für viele Jahrzehnte klanglichen Räume erforscht habe. Der zu dieser Zeit 49-jährige Pianist Matthew Shipp würde den zeitgenössischen multidirektionalen Entdecker verkörpern, der in seine eigenen Projekten in Konstellationen des freien Jazz etwa mit dem Bassisten Mike Bisio spielt. Seltsamerweise – oder vielleicht passenderweise, angesichts der futuristischen Ausrichtung des Arkestra – sei es Allen, der die elektronischen Klänge auf die Bühne bringe, indem er ein elektronisches Ventilinstrument neben seinem üblichen Altsaxophon und seiner Flöte spielt. Ohne die explorativen Impulse der Spieler zu beeinträchtigen, würden doch konsonante Zwischenspiele die Disharmonie mit einem ebenso befriedigenden wie erstklassigen musikalischen Ergebnis übertrumpfen.